# HMS Daring (H16)
«Даерінг» (англ. HMS Daring (H16) — військовий корабель, ескадрений міноносець типу «D» Королівського військово-морського флоту Великої Британії за часів Другої світової війни.

## Історія створення
Есмінець «Даерінг» закладений 18 червня 1931 року на верфі John I. Thornycroft & Company у Вулстоні. 7 квітня 1932 року він був спущений на воду, а 25 листопада 1932 року увійшов до складу Королівських ВМС Великої Британії.

## Історія служби
«Даерінг» розпочав службу в лавах 1-ї флотилії есмінців Середземноморського флоту, згодом, наприкінці 1934 року, був переведений до Китайської станції британського флоту, де проходив службу до початку Другої світової війни. Його командиром був Луїс Маунтбеттен, майбутній адмірал флоту, Верховний головнокомандувач союзними військами у Південно-Східній Азії, Віце-король Індії й генерал-губернатор Індії (1947—1948), Голова Військового комітету НАТО (1960—1961).
Корабель незадовго перед початком вторгнення німецького вермахту до Польщі був переведений разом з однотипними «Дейнті», «Дайена» і «Дункан» назад до Середземноморського флоту. Якісь час виконував завдання біля берегів Східної Африки, в Червоному морі, потім перебував на Мальті у ремонті.
Після відновлення боєздатності «Даерінг» перевели до Портсмута, а 10 лютого 1940 року він увійшов до 3-ї флотилії есмінців, де виконував ескортні функції. 18 лютого 1940 року під час супроводження конвою HN 12 з Норвегії до Британських островів есмінець «Даерінг» був затоплений торпедною атакою німецького підводного човна U-23 під командуванням капітан-лейтенанта О.Кречмера. 157 членів екіпажу корабля загинуло, лише 15 чоловіків врятувалися, зокрема п'ять матросів були підібрані підводним човном «Тістл».